# Patriarcato di Aquileia
Il patriarcato di Aquileia (in latino Patriarchatus Aquileiensis) è una sede metropolitana soppressa e sede titolare della Chiesa cattolica.

## Terminologia
Preliminarmente si rende indispensabile una precisazione: l'espressione patriarcato di Aquileia può essere usata per indicare tre realtà storiche ed entità giuridiche diverse, e cioè:
- la diocesi soggetta all'immediata e diretta giurisdizione del vescovo di Aquileia;
- la provincia ecclesiastica di Aquileia, ossia l'insieme delle diocesi sulle quali la Chiesa aquileiese aveva giurisdizione canonica come arcidiocesi metropolitana;
- il principato ecclesiastico detto anche Patria del Friuli, sul quale il capo della Chiesa aquileiese ha esercitato dal 1077 al 1420 un potere temporale.[1]

Queste tre realtà non coincisero né temporalmente né quanto all'estensione territoriale, e subirono diverse modifiche nel corso dei secoli.

## Territorio
Come realtà ecclesiale, il patriarcato di Aquileia è stato una delle più grandi diocesi e metropolie di tutto il medioevo europeo. Fino all'811 la sua provincia ecclesiastica arrivava fino al fiume Danubio a nord, al lago Balaton a est, mentre a ovest arrivava fino a Como e all'attuale Canton Ticino. A sud comprendeva l'Istria fino al 1751, anno della sua soppressione. Nell'811, l'imperatore Carlo Magno portò i confini a nord, dal fiume Danubio al fiume Drava. Vastissima era anche la diocesi aquileiese.
Il Patriarca sovraintendeva sulle diocesi vescovili incluse nella sua giurisdizione metropolitana e ne nominava il vescovo. Nel territorio della sua diocesi svolgeva la funzione di vescovo tramite suoi vicari. Per migliorare la gestione, la diocesi era suddivisa in arcidiaconati. Oltre a svolgere l'autorità religiosa i patriarchi di Aquileia ottennero l'investitura feudale (1077-1420) sul Friuli, compresa la Carnia, e in alcuni periodi storici i confini geografici e politici della Patria del Friuli si estesero sino in Istria, Valle del Biois, Cadore, Carinzia, Carniola e Stiria.
Il patriarca ebbe la sua residenza in diversi abitati della diocesi, pur mantenendo sempre il titolo di Aquileia: la stessa Aquileia, dov'era la basilica cattedrale di Santa Maria Assunta, poi Grado, Cormons, Forum Iulii (l'odierna Cividale del Friuli) e Udine.

## Storia

### Le origini della comunità cristiana

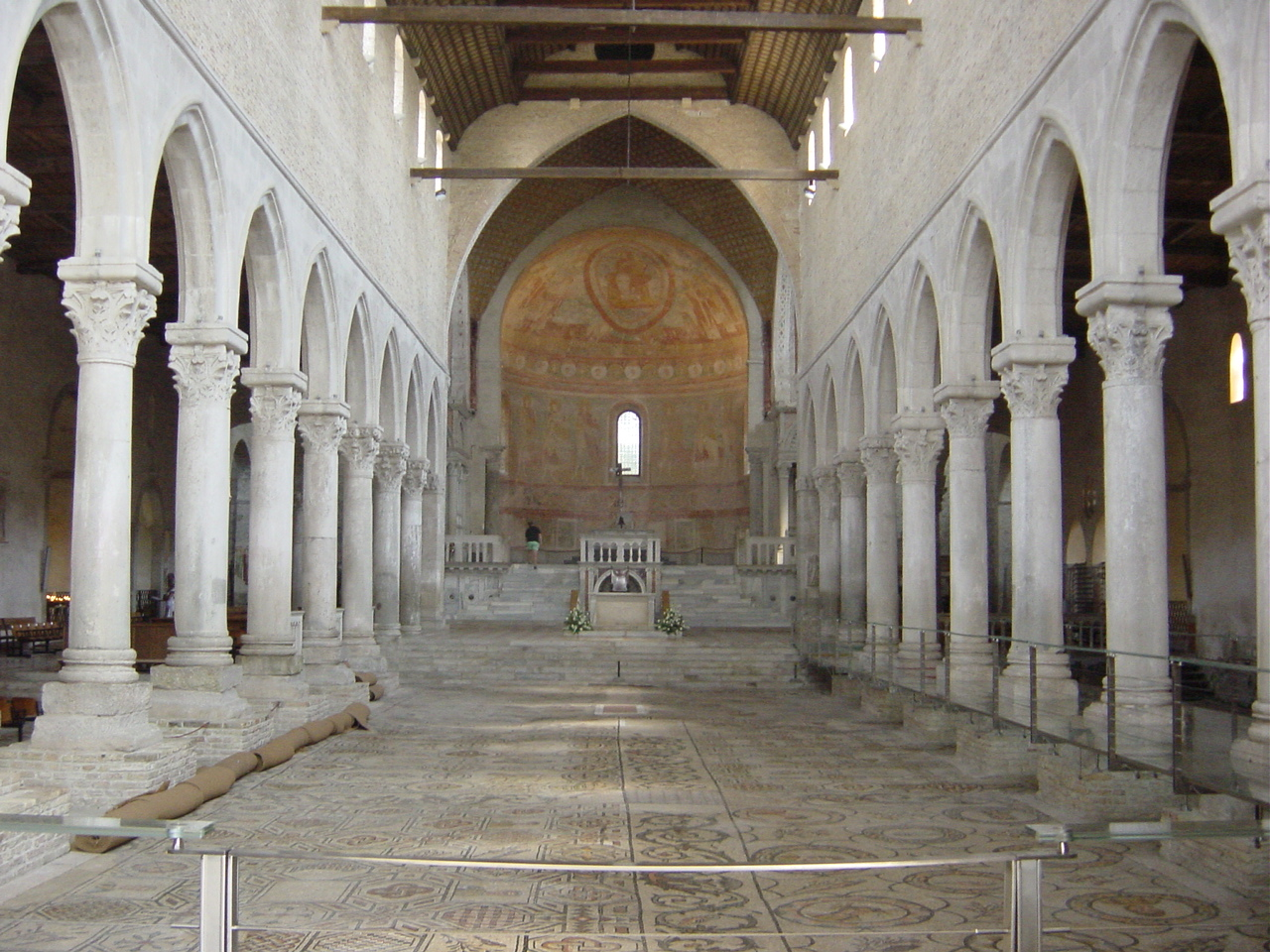
L'interno della basilica patriarcale di Aquileia

Aquileia fu una fiorente città portuale romana, fondata nel 181 a.C. come colonia e avamposto militare. Divenne poi capitale della Regio X. All'apice della sua importanza, nei primi secoli dell'era cristiana, contava circa 200 000 abitanti ed era la quarta città della penisola italica, dopo Roma, Milano e Capua. Importante porto fluviale sul fiume Natissa, era il punto di partenza dei traffici verso l'area danubiana e quella del Norico e verso le province illiriche e pannoniche.
Sembra che, ancora prima del III secolo, esistesse ad Aquileia una comunità cristiana con forti legami con la Chiesa patriarcale di Alessandria d'Egitto, della quale sarebbe stata emanazione, ipotizzando che i primi missionari arrivassero da Alessandria.
Aquileia divenne ben presto un importante centro di cristianizzazione per l'Italia nord-orientale e le regioni limitrofe, tanto che, già nel IV secolo, il suo vescovo era eminente per la vastità del territorio di sua competenza giurisdizionale e la liturgia officiata nel rito, più tardi detto, patriarchino (rimasto in vigore fino al 1596; nel 2007 è stato ristampato in copia anastatica il Missale Aquilejensis Ecclesiae del 1517 con l'antico rito aquileiese). Sul finire del IV secolo (381) si tenne il concilio di Aquileia, promosso da sant'Ambrogio da Milano e presieduto dall'arcivescovo di Aquileia, san Valeriano, che condannò i vescovi filo-ariani Palladio di Raziaria e Secondiano di Singiduno e le dottrine ariane diffuse in Occidente.
In quel periodo furono create le diocesi suffraganee (Iulium Carnicum, Trento, Concordia, ecc.) dipendenti dall'arcivescovo o metropolita di Aquileia. Sotto l'arcivescovato di san Cromazio d'Aquileia (388-408) si ebbe un periodo di fertile vigore religioso e culturale per la contemporanea presenza in città di san Girolamo, traduttore della Bibbia, e di Tirannio Rufino, traduttore delle opere di Origene.

### La provincia metropolitana
Nell'Occidente le circoscrizioni metropolitiche iniziarono a formarsi a partire dalla fine III secolo, sulla falsariga dell'organizzazione imperiale romana, non tanto in forza di espliciti decreti canonici, ma per il consolidamento di tradizionali e spontanee convergenze di diocesi periferiche verso il loro centro metropolitano. Nell'Italia settentrionale, particolarmente dopo la morte di sant'Ambrogio, venne formandosi, accanto a Milano, la metropoli di Aquileia, la cui chiesa era divenuta alla fine del IV secolo la tribuna dell'ortodossia e il cui clero si distingueva per l'intensa attività missionaria.
La metropoli del vescovo di Aquileia venne così a comprendere, già nel V secolo, i territori della Venetia et Histria, escluse le diocesi di Cremona e di Brescia, della Raetia secunda, del Noricum, della Pannonia prima e della Pannonia Savia. Si trattava di un territorio molto vasto, delimitato, ad occidente, dal corso del Po nel tratto che va dalla foce alla confluenza con il Mincio, quindi procedendo verso il nord, includendo il lago di Garda, raggiungeva il Danubio alla confluenza dell'Iller; procedeva poi a settentrione dal corso del Danubio fino a Brigetio; ad oriente era limitato da una linea che scendeva quasi diritta fino a sud della Sava, per poi deviare ad ovest parallelamente al fiume, fino a raggiungere ed includere la parte occidentale della penisola istriana.
Così, mentre l'organizzazione imperiale si disfaceva, la Chiesa aquileiese ricostruiva proprio in un settore particolarmente critico per l'Occidente una nuova unità di ideali.
Nel 626 divenne sede del Patriarcato e i suoi patriarchi furono riconosciuti principi sovrani con donazioni fatte dai Longobardi estendendo gradualmente la loro giurisdizione all'interno della contea del Friuli. Nell'811 il territorio dell'arcidiocesi si estendeva dalla riva orientale del Tagliamento fino a sud di San Daniele; i suoi confini procedevano poi verso nord verso lo spartiacque della Carnia fino alla Cima Cadin a sud di Pieve di Cadore, comprendeva il Cadore quale proprio arcidiaconato fino allo spartiacque meridionale del torrente Boite, le Tofane, le Tre Cime di Lavaredo e dalla Cima Vanscuro scendevano verso la Drava che fungeva da confine settentrionale fino a Marburg al confine sud-orientale dell'impero, per risalire verso nord-ovest fino ai pressi di Postumia, San Vito Vipacco, Sesana, escludendo Trieste e Grado.
Dal XIII secolo le diocesi suffraganee si restrinsero alle seguenti:
- Mantova;
- Como;
- Trento;
- Verona;
- Vicenza;
- Padova;
- Treviso;
- Concordia;
- Ceneda;
- Feltre;
- Belluno;
- Pola;
- Parenzo;
- Pedena;
- Trieste;
- Capodistria;
- Cittanova.

### Fondazione del patriarcato

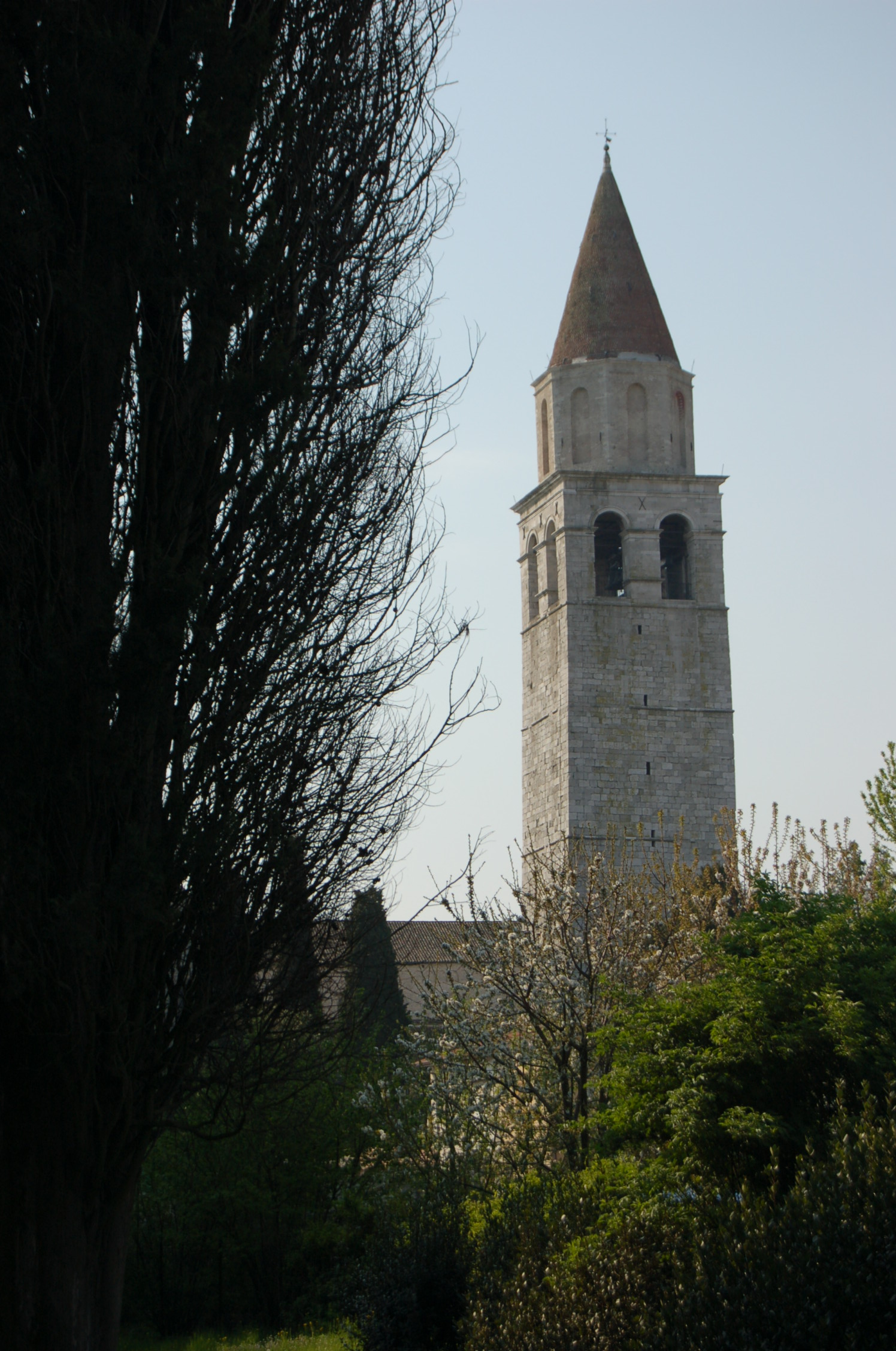
Il campanile della basilica patriarcale di Aquileia

Nel 554 gli arcivescovi metropoliti di Milano e Aquileia si rifiutarono di aderire alla condanna pronunciata dall'imperatore Giustiniano contro i testi di tendenza nestoriana noti come Tre Capitoli e non condivisero perciò le conclusioni del Concilio Costantinopolitano II, dando inizio ad uno scisma noto con il nome di Scisma tricapitolino: nel 557 durante il sinodo provinciale convocato ad Aquileia per l'elezione del nuovo metropolita Paolino I, succeduto a Macedonio, con la partecipazione dei vescovi delle diocesi suffraganee, si confermò di non riconoscere le conclusioni del Concilio di Costantinopoli II e di rendersi chiesa autocefala. Nel 568, sotto la pressione dell'invasione longobarda, Paolino trasferì la sede episcopale a Grado, sotto la protezione di Bisanzio, dove fu proclamato patriarca.
La Chiesa di Aquileia si era elevata a patriarcato per sottolineare l'indipendenza gerarchica da Roma e Costantinopoli, ma nel 606-607 il patriarcato si divise in due, con un patriarca ad Aquileia e uno a Grado; questa divisione fu determinata sia da motivi dottrinali sia dalla mutata situazione politica della zona: l'entroterra friulano, inclusa Aquileia, sotto la dominazione longobarda, rimase legato allo scisma tricapitolino, mentre il litorale adriatico della Venetia maritima, sotto l'influenza bizantina, era cattolico. Lo scisma dei Tre Capitoli fu definitivamente ricomposto nel 699 con il concilio di Pavia, con il ritorno di Aquileia all'ortodossia cattolica (la Chiesa di Milano era già da tempo ritornata in comunione con Roma). 
Anche dopo la riconciliazione tra tricapitolini e cattolici, la diocesi di Aquileia continuò ad essere divisa, finché nel 731 venne stabilita la separazione canonica tra il patriarcato di Aquileia (con suffraganee le diocesi del Friuli e dell'entroterra fino a Como) e il patriarcato di Grado (con suffraganee le diocesi del Ducato di Venezia), in seguito divenuto patriarcato di Venezia (nel 1105 de facto con il trasferimento della sede patriarcale e nel 1451 de jure con l'istituzione del nuovo titolo). Nell'827 il concilio di Mantova tentò inutilmente di riunificare i patriarcati di Grado e Aquileia. Sul finire dell'VIII secolo resse il patriarcato san Paolino II († 802), teologo, liturgista e grande uomo di cultura.
Inquadrato nel Ducato del Friuli durante il Regno longobardo, a seguito della conquista franca il territorio friulano venne organizzato come Marca del Friuli. Nel 952 venne istituita la Marca di Verona e di Aquileia, sottoposta inizialmente al Ducato di Baviera, assieme a Istria, Carinzia e Carniola, e poi, nel 976, inquadrata nel nuovo ducato di Carinzia. Il patriarca Poppone (1019-1042), familiare e ministro dell'imperatore Corrado II, consacrata il 13 luglio 1031 la nuova cattedrale e cinta di nuove mura Aquileia, si prodigò per liberarsi dal controllo del Ducato di Carinzia e si scontrò con i Veneziani a Grado, dove fu costretto, prima dalle armi della Repubblica di Venezia e poi da un sinodo papale, a rinunciare alla conquista di Grado.

### Principato ecclesiastico

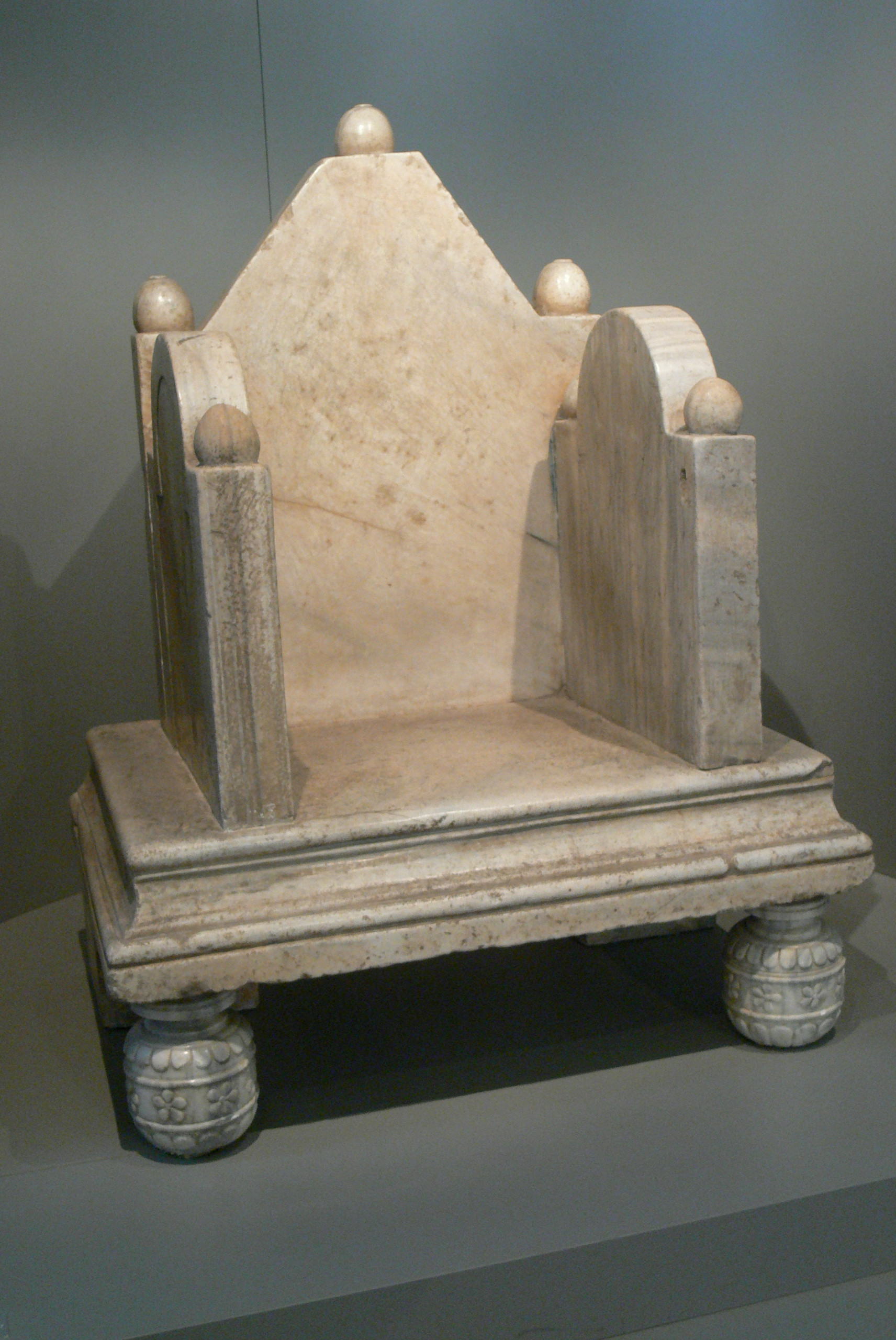
Il trono del patriarca
(Cividale del Friuli, Museo cristiano)

Nel 1077 i patriarchi acquisirono il titolo di duchi del Friuli. Dopo lunghe lotte con Venezia (1206) e successivamente Treviso che proteggeva i nobili friulani ribelli, la sua potenza decadde anche a causa della malaria che decimava le popolazioni costiere. Nel 1420 Venezia conquistò il Friuli e nel 1445 papa Eugenio IV riconobbe ai patriarchi la sola signoria di Aquileia, ormai ridotta a misero villaggio, finché anch'essa nel 1509 fu conquistata dagli Asburgo, facendo cessare di fatto il potere temporale dei suoi patriarchi che rimasero signori di Codroipo, San Daniele e San Vito.

### Fine del patriarcato
Il 6 luglio 1751 papa Benedetto XIV soppresse il patriarcato di Aquileia con la bolla Iniuncta nobis sollecitata da Venezia e dagli Asburgo d'Austria, a seguito delle gravi controversie tra Venezia e l'Austria per la nomina dei metropoliti. Al suo posto vennero erette l'arcidiocesi di Udine e l'arcidiocesi di Gorizia in modo tale che si risolvesse il problema di un'unica diocesi divisa tra la giurisdizione austriaca e veneziana. Questo significò il "declassamento" di Udine, che pur non essendo sede patriarcale ma solo luogo di residenza del patriarca, divenne vera e propria sede arcivescovile, e l'innalzamento di Gorizia che fino a quel momento era stata solo arcidiaconia all'interno della grande diocesi di Aquileia.

### Sede titolare arcivescovile
Nel 1968 è stata istituita la sede titolare di Aquileia, con dignità arcivescovile; dal 26 novembre 2011 l'arcivescovo titolare è Charles John Brown, nunzio apostolico nelle Filippine.

## Cronotassi

### Arcivescovi titolari
- Joseph Höffner † (6 gennaio 1969 - 24 febbraio 1969 succeduto arcivescovo di Colonia)
- Michele Cecchini † (26 febbraio 1969 - 26 aprile 1989 deceduto)
- Marcello Costalunga † (10 dicembre 1990 - 5 maggio 2010 deceduto)
- Charles John Brown, dal 26 novembre 2011